# Marga Barbu
Margareta-Yvonne Barbu conocida artísticamente como Marga Barbu (Ocna Șugatag, 24 de febrero de 1929 – Bucarest, 31 de marzo de 2009) fue una actriz rumana.
Nacida en 1929 en Ocna Șugatag, se trasladó a Bucarest a los 14 años. En 1950 se graduó en la Universidad Nacional de Teatro y Cine Ion Luca Caragiale. Se casó con el actor Constantin Codrescu y posteriormente con el escritor Eugen Barbu. Murió en el Hospital Floreasca de Bucarest en 2009 y fue enterrado con honores militares en el Cementerio de Bellu, cerca de su segundo marido y de Mihai Eminescu.

## Filmografía
- Lacrimi de iubire (2005)... Polixenia
- Lacrima cerului (1989)
- Martori dispăruți (1988)
- Totul se plătește (1986)
- Colierul de turcoaze (1985)
- Domnișoara Aurica (1985)
- Masca de argint (1985)
- Misterele Bucureștilor (1983)
- Wilhelm Cuceritorul (1982)
- Trandafirul galben (1982)
- Drumul oaselor (1980)
- Bietul Ioanide (1979)
- Omul care ne trebuie (1979)
- Melodii, melodii... (1978)
- Zile fierbinți (1976)
- Comoara din Carpați (1975) (TV)
- August în flăcări (1973) (TV)
- Tatăl risipitor (1973)
- Ultimul cartuș (1973)
- La Révolte des Haîdouks (1972) TV series
- Dragostea începe vineri (1972)
- Facerea lumii (1971)
- Saptamîna nebunilor (1971)
- Urmarirea (1971) TV series
- Haiducii lui Șaptecai (1970)
- ro (1970)
- ro (1968)
- ro (1968)
- ro (1967)
- Haiducii (1966)
- ro (1966)
- ro (1965)
- Pădurea spânzuraților (1964)
- ro (1957)
- Răsare soarele (1954)
- Nepoții gornistului (1953)